# Billy MacMillan
Billy MacMillan (Charlottetown, Canadá; 7 de marzo de 1943 – Charlottetown, 15 de julio de 2023) fue un jugador y entrenador de hockey sobre hielo canadiense que jugó en la posición de ala derecha.

## Carrera

### Jugador
Llegó a debutar en la NHL hasta los 27 años con los Toronto Maple Leafs, equipo con el que anotó 22 goles en su temporada de novato en 1970. Dos años después participó en el Draft de Expansión de la NHL y fue seleccionado por los Atlanta Flames con los que jugó solo una temporada y fue traspasado a los New York Islanders, con los que jugó dos periodos hasta 1977, retirándose un año después con los Fort Worth Texans de la Central Professional Hockey League.

### Selección nacional
En los años 1960 formó parte de la selección canadiense, con quien ganó la medalla de bronce en los Juegos Olímpicos de Grenoble 1968 y fue dos veces tercer lugar en el Campeonato Mundial de Hockey sobre Hielo Masculino.

### Entrenador
Su carrera como entrenador fue en los años 1980 donde dirigió al desaparecido Colorado Rockies y dos años a los New Jersey Devils, donde nunca logró clasificar a los playoffs. En 1985 fue introducido al PEI Sports Hall of Fame.

## Estadísticas

### Equipo
| 1959–60   | St. Michael's Buzzers       | OHA-B     | —   | —  | —  | —   | —   | —  | —  | —  | —  | —  |
| 1959–60   | St. Michael's Majors        | OHA       | 2   | 0  | 0  | 0   | 0   | 5  | 0  | 1  | 1  | 0  |
| 1960–61   | St. Michael's Majors        | OHA       | 46  | 7  | 12 | 19  | 31  | 7  | 1  | 1  | 2  | 4  |
| 1960–61   | St. Michael's Majors        | M-Cup     | —   | —  | —  | —   | —   | 4  | 2  | 1  | 3  | 0  |
| 1961–62   | St. Michael's Majors        | OHA       | 32  | 14 | 15 | 29  | 0   | 9  | 12 | 2  | 14 | 41 |
| 1961–62   | St. Michael's Majors        | M-Cup     | —   | —  | —  | —   | —   | 5  | 1  | 0  | 1  | 7  |
| 1962–63   | Sudbury Wolves              | EPHL      | 1   | 0  | 0  | 0   | 0   | —  | —  | —  | —  | —  |
| 1962–63   | Toronto Neil McNeil Maroons | MTJHL     | 32  | 25 | 12 | 37  | 11  | 10 | 9  | 11 | 20 | 9  |
| 1962–63   | Toronto Neil McNeil Maroons | M-Cup     | —   | —  | —  | —   | —   | 6  | 1  | 4  | 5  | 18 |
| 1963–64   | St. Dunstan's University    | MIAU      | 11  | 25 | 11 | 36  | 17  | —  | —  | —  | —  | —  |
| 1964–65   | St. Dunstan's University    | AUAA      | 20  | 25 | —  | 25  | 12  | —  | —  | —  | —  | —  |
| 1967–68   | Ottawa Nationals            | OHA Sr    | 20  | 13 | 8  | 21  | 20  | —  | —  | —  | —  | —  |
| 1969–70   | Tulsa Oilers                | CHL       | 3   | 1  | 6  | 7   | 0   | —  | —  | —  | —  | —  |
| 1970–71   | Toronto Maple Leafs         | NHL       | 76  | 22 | 19 | 41  | 42  | 6  | 0  | 3  | 3  | 2  |
| 1971–72   | Toronto Maple Leafs         | NHL       | 61  | 10 | 7  | 17  | 39  | 5  | 0  | 0  | 0  | 0  |
| 1972–73   | Atlanta Flames              | NHL       | 78  | 10 | 15 | 25  | 52  | —  | —  | —  | —  | —  |
| 1973–74   | New York Islanders          | NHL       | 55  | 4  | 9  | 13  | 16  | —  | —  | —  | —  | —  |
| 1974–75   | New York Islanders          | NHL       | 69  | 13 | 12 | 25  | 12  | 17 | 0  | 1  | 1  | 23 |
| 1975–76   | New York Islanders          | NHL       | 64  | 9  | 7  | 16  | 10  | 13 | 4  | 2  | 6  | 8  |
| 1976–77   | Fort Worth Texans           | CHL       | 12  | 1  | 7  | 8   | 2   | —  | —  | —  | —  | —  |
| 1976–77   | Rhode Island Reds           | AHL       | 2   | 1  | 1  | 2   | 4   | —  | —  | —  | —  | —  |
| 1976–77   | New York Islanders          | NHL       | 43  | 6  | 8  | 14  | 13  | 12 | 2  | 0  | 2  | 7  |
| 1977–78   | Fort Worth Texans           | CHL       | 59  | 5  | 13 | 18  | 26  | 14 | 2  | 2  | 4  | 2  |
| Total NHL | Total NHL                   | Total NHL | 446 | 74 | 77 | 151 | 184 | 53 | 6  | 6  | 12 | 40 |

### Selección nacional
| Año   | Selección | Evento |       | J  | G | A | Pts | PEN |
| ----- | --------- | ------ | ----- | -- | - | - | --- | --- |
| 1966  | Canadá    | WC     | 7     | 2  | 2 | 4 | 6   |     |
| 1967  | Canadá    | WC     | 7     | 3  | 2 | 5 | 0   |     |
| 1968  | Canadá    | OLY    | 6     | 1  | 2 | 3 | 0   |     |
| Total | Total     | Total  | Total | 20 | 6 | 6 | 12  | 6   |

### Entrenador
| Equipo            | Periodo | Temporada Regular | Temporada Regular | Temporada Regular | Temporada Regular | Temporada Regular | Temporada Regular | Playoffs     |
| Equipo            | Periodo | G                 | W                 | L                 | T                 | Pts               | Posición          | Resultado    |
| ----------------- | ------- | ----------------- | ----------------- | ----------------- | ----------------- | ----------------- | ----------------- | ------------ |
| Colorado Rockies  | 1980–81 | 80                | 22                | 45                | 13                | 57                | 5.º en Smythe     | No clasificó |
| New Jersey Devils | 1982–83 | 80                | 17                | 49                | 14                | 48                | 5.º en Patrick    | No clasificó |
| New Jersey Devils | 1983–84 | 20                | 2                 | 18                | 0                 | 4                 | 5.º en Patrick    | Despedido    |
| Total             | Total   | 180               | 41                | 112               | 27                |                   |                   |              |